# Totò Sapore e la magica storia della pizza
Totò Sapore e la magica storia della pizza è un film d'animazione del 2003 diretto da Maurizio Forestieri.
Realizzato dallo studio italiano Lanterna Magica, è uscito nelle sale italiane il 19 dicembre 2003 distribuito da Medusa Film e la stessa Lanterna Magica. È tratto liberamente dal racconto "Il cuoco prigioniero" di Roberto Piumini e Edoardo Porcaro

## Trama
Napoli, 1764, Antonio Salvatore Sapore, detto Totò, è un giovane cantastorie squattrinato che gira per le strade della città cantando canzoni che parlano del piacere del buon cibo, adorato dai napoletani per la sua abilità nel distogliere la gente dalla fame e per mantenere tutti allegri. La cosa viene però malvista da Vesuvia, una perfida strega e padrona del Vesuvio fatta di magma incandescente, che non sopporta l'allegria dei napoletani. Sapendo che Totò non ha nulla da perdere, decide di dargli qualcosa per poi d'un tratto togliergliela e fargli perdere la sua tanto apprezzata allegria. Invia dunque a Napoli il suo inetto servo, l'orco Vincenzone, sotto le spoglie di un notaio americano, che gli consegna quella che dice essere un'eredità proveniente da un non ben identificato parente e che consiste in quattro vecchie pentole, con grande disappunto del giovane. Al tramonto, Totò va sulle scogliere di Napoli dove, parlando rivolto verso il cielo con la madre morta, si lamenta che il destino gli è contro e, quasi ironicamente, pensa se quest'ultimo potesse almeno fargli trovare l'amore.
Venendo a sapere del desiderio di Totò di innamorarsi, Vesuvia ordina a Vincenzone di fare incontrare casualmente in giro per le scogliere il giovane cantastorie con la bella Confiance, una bionda fanciulla. L'orco fa imbizzarrire il cavallo che traina la carrozza della ragazza e Totò, attirato dalle urla della fanciulla, riesce a fermare il cavallo prima che questi raggiunga la fine della scogliera. Confiance lo ringrazia e inizia a conversare con lui, ma i due vengono richiamati dalla voce di Pulcinella, un simpatico ex attore teatrale napoletano, che vorrebbe gettarsi dalla scogliera: Totò gli salva la vita in una scena alquanto comica. Confiance, cercata dal suo padre adottivo a gran voce, è costretta a tornare a corte, facendo in tempo a rivelare a Totò solo il suo nome.
Quest'ultimo e Pulcinella decidono di passare la notte bivaccando nei pressi dei vecchi ruderi vicini alla scogliera; affamati, i due tentano di cucinare degli insetti trovati da Pulcinella nelle pentole di Totò e nel farlo scoprono che le pentole sono magiche, in quanto sono in grado di parlare e di trasformare in cibo commestibile qualsiasi cosa venga messa all'interno. Capendo di poter realizzare il suo sogno di diventare un bravo cuoco, Totò decide inizialmente di usare le pentole per sfamare la povera gente di Napoli. I napoletani sono però preoccupati che Totò si dimentichi di loro se venisse chiamato a corte, ma il ragazzo li tranquillizza affermando di non voler diventare mai il cuoco di corte e di voler restare sempre con loro. Spiandolo, Vesuvia decide di adottare un astuto espediente per allontanare Totò dalla povera gente di Napoli.
L'occasione si presenta quando, una sera, il re di Napoli, la regina e il loro viziatissimo figlio, il principe Fefè, si recano in visita alla città e vanno a mangiare alla trattoria di Totò, guidati da un falso cartello indicatore posizionato da Vincenzone. Soddisfatti dalla cena, i reali pretendono il ragazzo come loro cuoco personale: Totò cerca in tutti i modi di declinare l'offerta, ma, pena la decapitazione, alla fine è costretto ad accettare. La bontà dei suoi piatti gli permette di scavalcare nelle gerarchie il cuoco di corte, il francese Jacques Mestolon, riuscendo insieme a Pulcinella a preparare una tavola imbandita e a cucinare con le mani legate, tanto che questi inizia a odiarlo a morte per avergli rubato il posto e rovinato la reputazione. Approfittando dell'imminente arrivo della famiglia reale francese alla reggia di Napoli, Vincenzone si traveste da ciambellano e penetra all'interno della corte: incontrato Mestolon, decide di rivelargli come Totò lo abbia surclassato, mostrandogli le pentole magiche e proponendogli un diabolico piano per mettere il napoletano in cattiva luce davanti al re. Intanto, durante il suo soggiorno a corte, suonando il suo mandolino sul balcone, Totò sente la voce di Confiance che sta raccogliendo i fiori nel giardino del palazzo, ma non la riesce a vedere. Nel frattempo i reali francesi giungono a corte per una proposta di fidanzamento tra Fefè e Scorfanette, la principessa di Francia. Totò giunge con Pulcinella nelle cucine, nelle quali trova un Mestolon insolitamente amichevole. Durante una discussione abbastanza accesa arriva Confiance, che si rivela essere la figlia adottiva di Mestolon; la ragazza convince Totò ad accettare l'aiuto del padre per preparare il pranzo reale e decide di accompagnare personalmente il cantastorie al mercato di Napoli per acquistare le varie cibarie. Durante la visita al mercato i due giovani si innamorano e sono così felici da non notare che anche Vincenzone è presente.
Per togliere temporaneamente di mezzo Pulcinella, Mestolon lo conduce nelle cantine dicendogli di volergli far assaggiare il vino per il pranzo e lo fa ubriacare. Approfittando della temporanea assenza dell'ex attore, Vincenzone, sempre in combutta con Mestolon, sostituisce le pentole magiche con delle comuni pentole quasi identiche alle originali e in precedenza acquistate al mercato. Tornato a corte, Totò si ritrova così a dover cucinare da solo il pranzo per le due famiglie reali senza l'aiuto di Pulcinella, che sembra sia svanito, e lo fa inoltre senza accorgersi delle pentole fasulle; sforna così dei piatti talmente disgustosi che, durante il pranzo, si scatena un litigio tra i reali francesi e napoletani, il quale degenera al punto da portare a una dichiarazione di guerra tra i due regni. Totò viene intanto arrestato con l'accusa di aver truffato e tentato di avvelenare il sovrano. Mestolon vorrebbe essere riassunto come capocuoco, ma il sovrano decide invece di licenziarlo; contento comunque della sorte di Totò, tenta di partire per la Francia con Confiance, ma essa afferma di essere diventata oramai napoletana e di non voler abbandonare il cantastorie.
Pulcinella intanto rinviene e torna alle cucine, dove origlia una conversazione fra Vincenzone e Mestolon e viene così a sapere del complotto; segue quindi l'orco, che è in possesso delle pentole magiche, e dopo averlo distratto riesce a scappare. Durante la sua prigionia, Totò riesce ad avere una breve discussione con Confiance, il cui patrigno continua a esortare la figliastra a seguirlo per raggiungere le truppe austriache schierate al di fuori di Napoli. Nel mentre, Vincenzone raggiunge il covo di Vesuvia, che lo accoglie con una violenta fiammata. La strega gli fa infatti vedere nella sua magica televisione il suo precedente incontro con Pulcinella nel giardino, nel quale egli è riuscito a rubare le pentole all'orco e a sostituirle con quelle false. Quella stessa notte, con l'aiuto delle pentole magiche, Pulcinella riesce a divellere le sbarre della cella di Totò e a farlo fuggire. Mentre si sta calando dalla sua cella, esce dal palazzo Mestolon, trascinando di peso Confiance su una carrozza e allertando le guardie dell'evasione in atto. In un rocambolesco inseguimento fra carrozze, Totò e Pulcinella inseguono la carrozza del cuoco e salvano Confiance dalle grinfie del padre; furibondo, Mestolon si scaglia contro Totò, ma viene pestato dai napoletani, in guerra con gli francesi, e fugge. Vincenzone, maldestramente travestito da Pulcinella, approfitta della confusione per rapire Confiance, sconcertando Totò e gli altri. Il piano di far rattristare e non far più cantare Totò ha funzionato alla perfezione e Napoli torna alla sua tristezza, preparandosi a combattere pur consapevole dell'imminente vittoria francese.
Le pentole magiche istruiscono Totò sul da farsi e propongono al cantastorie di riconsegnarle a Vesuvia in cambio di Confiance. Il cantastorie però decide di giocare di sorpresa: insieme a Pulcinella si reca al Vesuvio e, dialogando con Vesuvia, crea un diversivo per permettere alle pentole di liberare Confiance. Queste ultime si fanno scoprire e allora Totò e Pulcinella ricorrono al piano B, tentando di spegnere Vesuvia con dei gavettoni d'acqua; imbestialita, quest'ultima corre ad uccidere Confiance, ma trova un improbabile Vincenzone travestito nei panni della ragazza: precedentemente commosso dal pianto della fanciulla, il pentito orco l'ha infatti liberata e si è travestito per dar tempo alla ragazza di raggiungere Totò. Furibonda, la strega distrugge l'accesso al vulcano e inizia a far salire il livello della lava. Totò, Confiance, Pulcinella e le pentole scappano lungo uno stretto passaggio di pietra, ma un masso fa crollare un pezzo della via di fuga, costringendoli a fermarsi. Con la lava ormai al loro livello i protagonisti sembrano spacciati, ma le pentole decidono di sacrificarsi buttandosi nella lava, spiegando a Totò che, essendo magiche, tardano a fondersi e possono essere usate come piattaforme. Così quest'ultimo, Confiance e Pulcinella fuggono surfando sulla lava bollente usando le pentole, che però resistono per poco tempo e dopo pochi minuti si fondono, appena in tempo per permettere che i tre si salvino aggrappandosi a un ramo. Uscita allo scoperto dal vulcano, Vesuvia li raggiunge per ucciderli con la lava, ma scoppia un temporale e la perfida strega di lava, colpita dalla pioggia fresca, soccombe trasformandosi in pietra solidificata.
La guerra tra napoletani e francesi intanto è ancora in atto e le due fazioni sono provate dal digiuno: i primi a causa della scarsità del cibo e dell'assenza di Totò e i secondi perché non vogliono assaggiare le razioni schifose di Mestolon. Con l'aiuto dei napoletani, Totò, Confiance e Pulcinella inventano un nuovo piatto saporito, la pizza, cucinandola direttamente nel Vesuvio sotto consiglio del pentito Vincenzone, e la fanno assaggiare ai soldati borbonici e francesi che apprezzano il gesto di Totò, cosicché i regni della Francia e di Napoli tornano in pace. Pulcinella trova le pentole magiche un po’ fuse e, con l'aiuto di Gennaro il fabbro, le fa restaurare.
Egli farà dunque sapere al pubblico il futuro dei vari personaggi dopo la vicenda: questi tornerà a fare l'attore, Vincenzone fonderà una sua compagnia teatrale, il re sarà più giusto con tutti e Totò, che ora si gode l'amore di Confiance, diventerà un cuoco famosissimo nel mondo e riporterà l'allegria a Napoli.

## Personaggi
- Antonio Salvatore Sapore, in arte Totò Sapore: è il protagonista del film. Sogna di essere un grande cuoco, ma non ha di che riempire lo stomaco. L'allegria però non gli manca, e così se ne va in giro ad intonare canzoni che narrano di pranzi principeschi. A ostacolarlo c'è la vecchia e malvagia strega Vesuvia che, dopo svariati tentativi, riesce a imprigionare Confiance e a scatenare una guerra tra la Francia e il regno di Napoli. Tuttavia Totò riesce a cavarsela salvando coraggiosamente la sua spasimante e poi portando la pace tra Napoli e i francesi tramite l'invenzione di un nuovo piatto: la pizza.
- Pulcinella Cetrulo: è la simpatica figura, tipica in ogni avventura napoletana. Incontra Totò mentre cerca di prendere delle uova per sfamarsi e in seguito ne diventa amico e collaboratore. Il suo aspetto è stato realizzato secondo il modello disegnato dallo scenografo Emanuele Luzzati.
- Confiance: è il grande amore di Totò. Bionda, con occhi azzurri e la pelle chiara, vive a palazzo in quanto figlia adottiva del cinico cuoco francese Mestolon. Viene sempre allontanata dallo spasimante per colpa del patrigno, che nutre invidia nei confronti di Totò, ma infine l'amore trionferà dopo la sconfitta di Vesuvia e di Mestolon.
- Vesuvia: è la principale antagonista del film. È una strega fatta interamente di lava incandescente che vive nel Vesuvio, ed è malvagia, crudele, infida e spietata; sogna di sconfiggere Totò e togliere l'allegria nel cuore dei Napoletani. Alla fine però il protagonista avrà la meglio nei confronti della peggiore nemica, che verrà solidificata dalla pioggia.
- Vincenzone: è un orco (probabilmente ispirato agli orchi delle fiabe napoletane di Giambattista Basile) ed è il tirapiedi di Vesuvia, nonché aspirante attore teatrale. Un truffatore in fondo di animo buono, si alleerà con Totò dopo la sconfitta della strega e contribuirà prima al salvataggio di Confiance e poi all'invenzione della pizza.
- Jacques Mestolon: è l'antagonista secondario del film. Cuoco francese di corte e padre adottivo di Confiance, prova grossi risentimenti nei confronti di Totò e ciò provoca anche il contrasto con la figlia adottiva. Ha un carattere mostruosamente irascibile, cinico, isterico e pomposo e ha un cagnolino di razza barboncino e di nome Dudù, a cui capita spesso di far male.
- Le quattro pentole magiche: sono il regalo per Totò all'inizio dell'avventura. Le pentole sono state create da Vesuvia con la sua lava magica, in quanto la strega intende usarle per rendere Totò il miglior cuoco di Napoli, salvo poi toglierle di mezzo quando sarà arrivato all'apice della sua fama e farlo quindi cadere in disgrazia, togliendogli l'allegria con cui contagia tutti i napoletani. Hanno un ruolo principale nel film, in quanto sono per l'appunto pentole magiche, che possono trasformare ogni oggetto in un piatto principesco. I loro nomi sono Marmittone, Sora Pasta, Pentolito e Tegamino.
- Gennaro: è il fabbro che restaura le pentole magiche, dopo che si erano sciolte nella lava bollente.
- Il re di Napoli, la regina sua moglie e il "sadico" nonché viziato principe Fefè: sono i sovrani del Regno di Napoli. In seguito a un banale litigio si scontreranno aspramente con i sovrani del Regno di Francia ma durante la pioggia delle pizze deliziose, spuntate dal vulcano, si daranno finalmente tregua con tanta allegria.

## Accoglienza

### Incassi
Il film ha incassato in totale 550 mila euro.

### Critica
È stato accolto con recensioni tendenzialmente positive da parte della critica. Sono stati lodati il doppiaggio, il rispetto per la cultura napoletana, l'alta qualità delle animazioni e la colonna sonora. Tuttavia ha ricevuto alcune critiche per l'uso "eccessivo" del napoletano, che rendeva i dialoghi di alcuni personaggi difficili da comprendere.